# نهر النيجر
نهر النيجر وسماه العرب قديما نيل السودان و«نهر الأنهُر» هو النهر الرئيسي في غرب أفريقيا وطوله 4180 كم ويمر عبر غينيا ومالي والنيجر وبنين ونيجيريا ليصب في دلتا النيجر في خليج غينيا على المحيط الأطلسي. ويرجح أن أصل الاسم من لغة الطوارق الذين يسمونه «إجرو ن يجرون» بكسر الجيم الراء والواو في الكلمة الأخيرة، ويلقب في مختلف لغات المنطقة بما يعني «النهر الكبير» أو «نهر الأنهار» واتجاهه من الغرب إلى الشرق مرورا بمدن عديدة ابتداء بمنطقة في دولة غينيا ثم باماكو عاصمة مالي وجينيه وتمبكتو وغاو ونيامي عاصمة النيجر ومالانفيل على حدود بنين ثم يخترق نيجيريا خلال مرورا بمدن لوكوجا وأونيتشا حتى مصبه في بورت هاركورت و قد أصبح المكتشف الإسكتلندي مونجو بارك أول أوروبي يكتشف مجرى نهر النيجر.
و يعد صيد الأسماك ونقل الركاب والبضائع من النشاطات المهمة على نهر النيجر ويمكن للقوارب أن تبحر لمسافة 1600 كم في مالي وحوالي 64 كم في نيجيريا طول العام وتمنع الشلالات والمساقط المائية والعوائق الأخرى الملاحة في بقية أجزاء نهر النيجر ونهر النيجر مصدر مهم للطاقة الكهربائية و سد كينيج في نيجيريا أحد مشاريع الطاقة على النهر وينتج السد الذي يحتجز مياه نهر النيجر مكونا بحيرة كيانجي .